# Newbury (Massachusetts)
Newbury – miasto w Stanach Zjednoczonych, w stanie Massachusetts, w hrabstwie Essex.